# Бенсон, Константин Уолтер
Константин Уолтер Бенсон (Constantine Walter Benson) — английский орнитолог.

## Биография
Бенсон обучался в Итонском колледже и в колледже Магдалены в Англии. В университете Кембриджа он принадлежал к лучшим легкоатлетам среди ровесников. Затем он был колониальным офицером и провёл много лет в африканском буше, изучая там авифауну. Со временем он стал одним из самых компетентных знатоков восточноафриканской авифауны, в частности, Коморских островов. К его первым научным описаниям и открытиям относятся Ploceus ruweti, Hirundo megaensis, Oreophilais robertsi, Nesillas aldabrana, Nesillas mariae, Otus mayottensis и Otus pauliani.

## Эпонимы
- Каменный дрозд Бенсона (Monticola bensoni) был назван в его честь.

## Труды
Наряду с сотрудничеством с энциклопедией «Grzimeks Tierleben», к его самым известным работам принадлежат «A Check List of the Birds of Nyasaland» (1953), «Check List of the Birds of Northern Rhodesia» (1957), «The birds of the Comoro Islands» (1960), «A Contribution to the Ornithology of Zambia» (1967) «Birds of Zambia» (1971) und «The Birds of Malawi» (1977).